# インダストリ・クレタ・アピ
インダストリ・クレタ・アピ（インドネシア語: PT Industri Kereta Api, PT.INKA）は、インドネシアの鉄道車両・バスメーカー。インドネシア政府が100%株を所有する国営企業である。
1981年5月18日に設立された、部品製造から最終組み立てまで鉄道車両の建造に関わる総合的な工程を全て賄う東南アジア初の鉄道車両メーカー。設立においては日本車輌製造を始めとする日本の鉄道車両メーカーが支援に携わっており、翌年の1982年には最初の製造車輌となる貨車が完成。1987年からはそれまで日本から完成品で輸入されていた電車をINKAの工場で部品を組み合わせて製造すると言う形で電車の製造が始まり、2001年には日本からの技術支援の元で初のインドネシア国産電車（KRL-I形）が製造された。また1991年以降はマレーシア、フィリピン、タイ、バングラデシュなど海外向けの貨車・客車・機関車の生産も行われている。更に鉄道車両のみならず、2008年以降は連接バスの製造も手掛けている。
インドネシア国内や東南アジア諸国における鉄道車両の需要拡大により、2017年におけるINKAの純利益は7,525億ルピアで、前年（2016年）の4,475億ルピアから68％も上昇している。

## 主要製品
- 1982年 – PJKA 密閉式有蓋貨車
- 1985年 – PJKA エコノミ客車・エグゼクティブ客車
- 1987年 – PJKA Rheostatik（ED101系)電車、日本車輌製造が率いる共同事業体との技術協力。
- 1991年 – マレー鉄道向け貨車
- 1994年 – PJKA EA101系電車、BN-Holec(現在のボンバルディア・トランスポーテーション) と技術協力。
- 1995年 – PUKA向けArgo Bromo（英語版）及び Kereta api Parahyangan（インドネシア語版）客車
- 1996年 – PUKA向けCC203形ディーゼル機関車、ゼネラル・エレクトリック (GE) と協力
- 1997年 – PUKA向けArgo Bromo Anggrek（英語版）客車。
- 1998年 – タイ国有鉄道向けバラストホッパー貨車。
- 2001年 – KAIコミューターEA201系電車。
- 2002年 – マレー鉄道向け電力供給車および冷蔵車。
- 2004年 – オーストラリアのBradkenRail社向けコンテナ貨車車体とブリザードセンターシル[6]。
- 2006年 – バングラデシュ鉄道 BG客車。
- 2007年 – 南スマトラ州政府向け ケルタラヤ線 レールバス車両。
- 2008年 – アチェ州とジャワ島向け MH102形気動車。
- 2010年 – インドネシア運輸省向けエコノミー客車、PT KAI CC203形ディーゼル機関車（GEトランスポーテーションとの技術協力）。
- 2011年 – バタラクレスナレールバス（英語版）向け車両。KAIコミューターEA202系電車。
- 2013年 – PT KAI CC300形ディーゼル機関車
- 2016年 – PT KAI エグゼクティブ客車・エコノミークラス客車、バングラデシュ鉄道BGおよびMG客車。
- 2017年 – スカルノハッタ空港鉄道線向けEA203系電車。
- 2018年 – パレンバンLRT向け車両。
- 2019年 - ジャボデベックLRT向け車両。
- 2019年 – フィリピン国鉄8000形気動車・KAIコミューターME204形気動車。
- 2020年 – フィリピン国鉄8100形気動車・フィリピン国鉄9000形ディーゼル機関車・フィリピン国鉄8300型客車15両。
- 2023年 – ニュージーランドのKiwiRail（英語版）平貨車133両[7]。
- 2025年 – KAIコミューター EA207系電車。

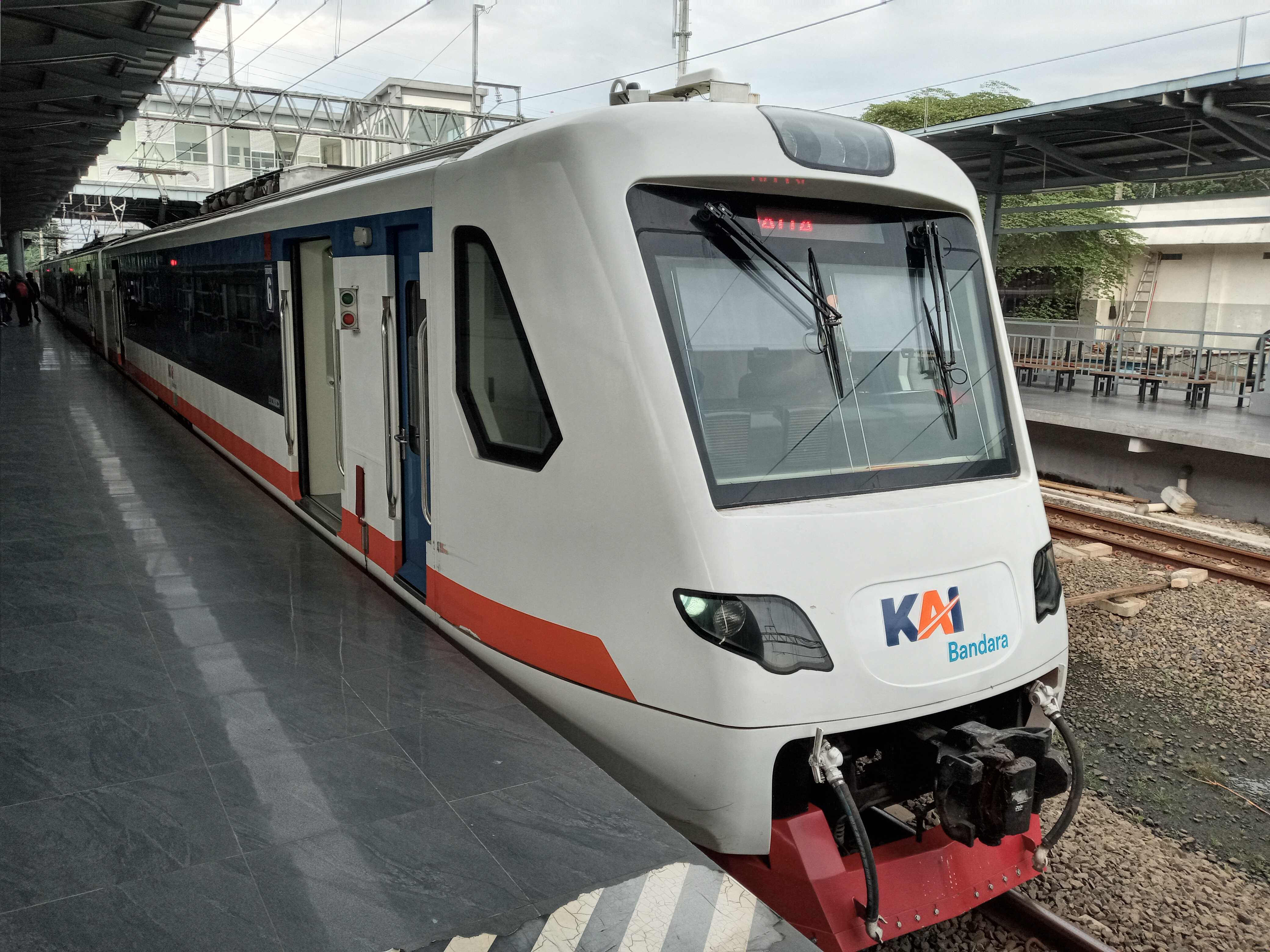
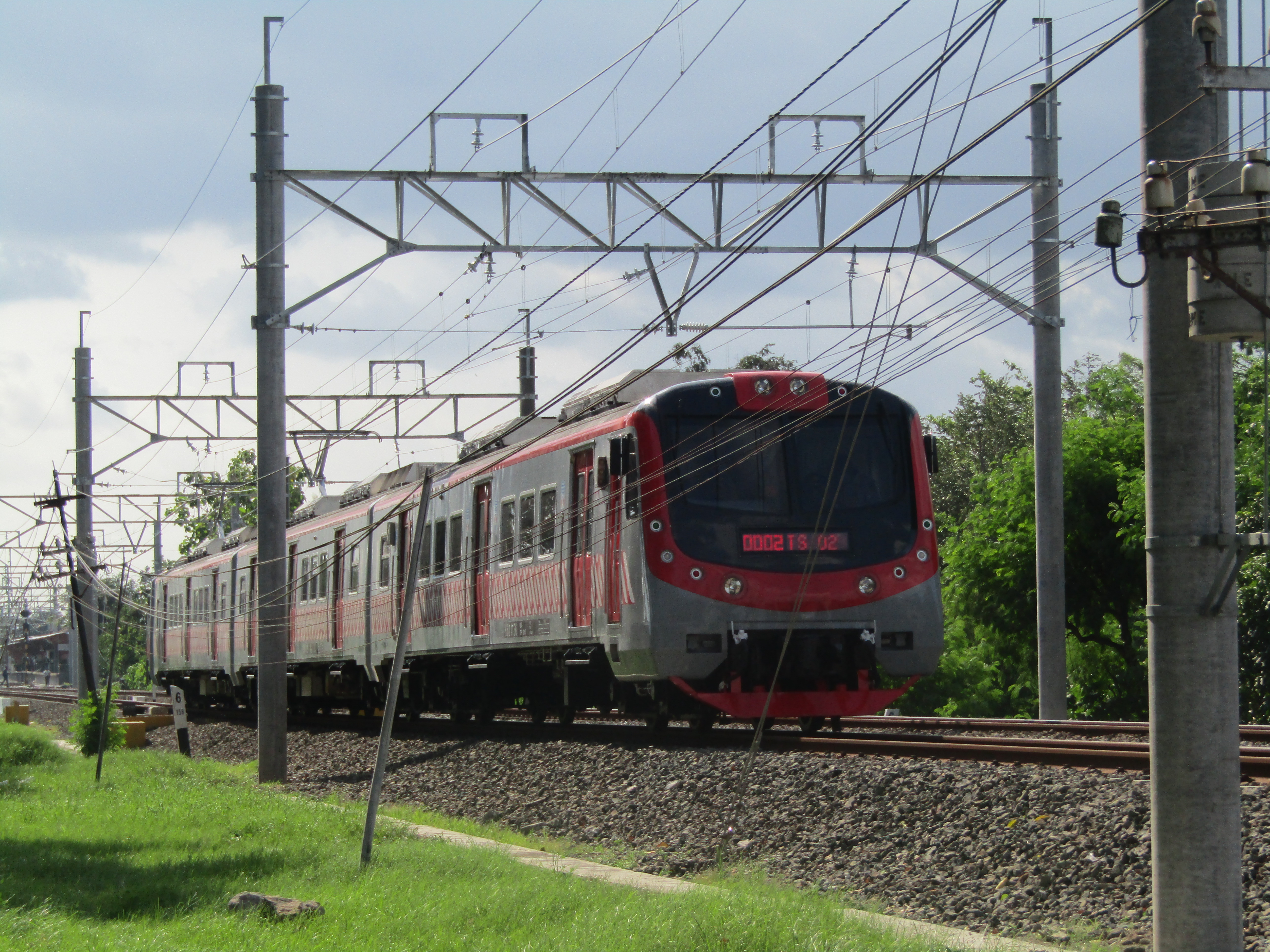
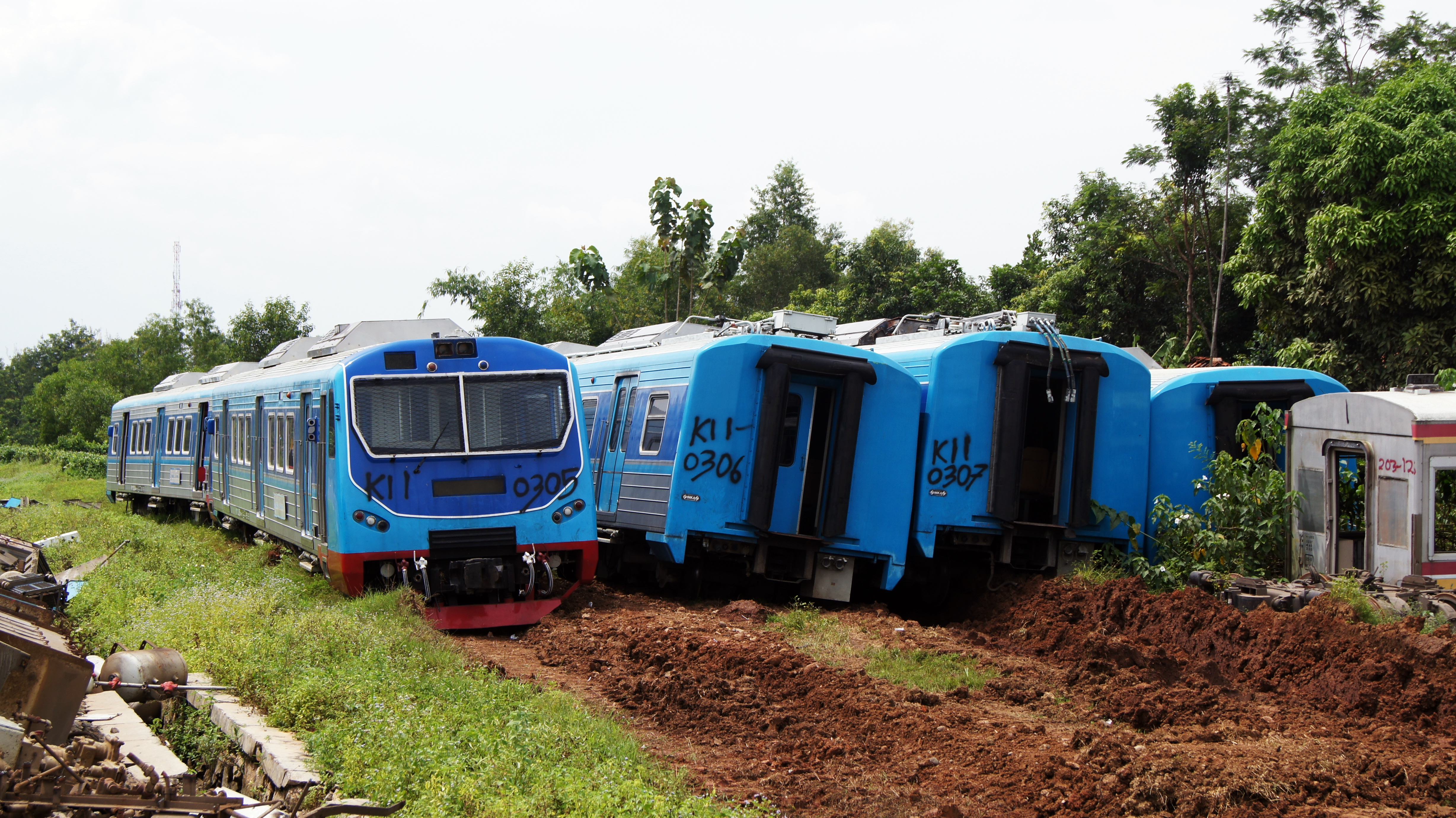
KRLジャボタベックKRL-I電車（廃車後）
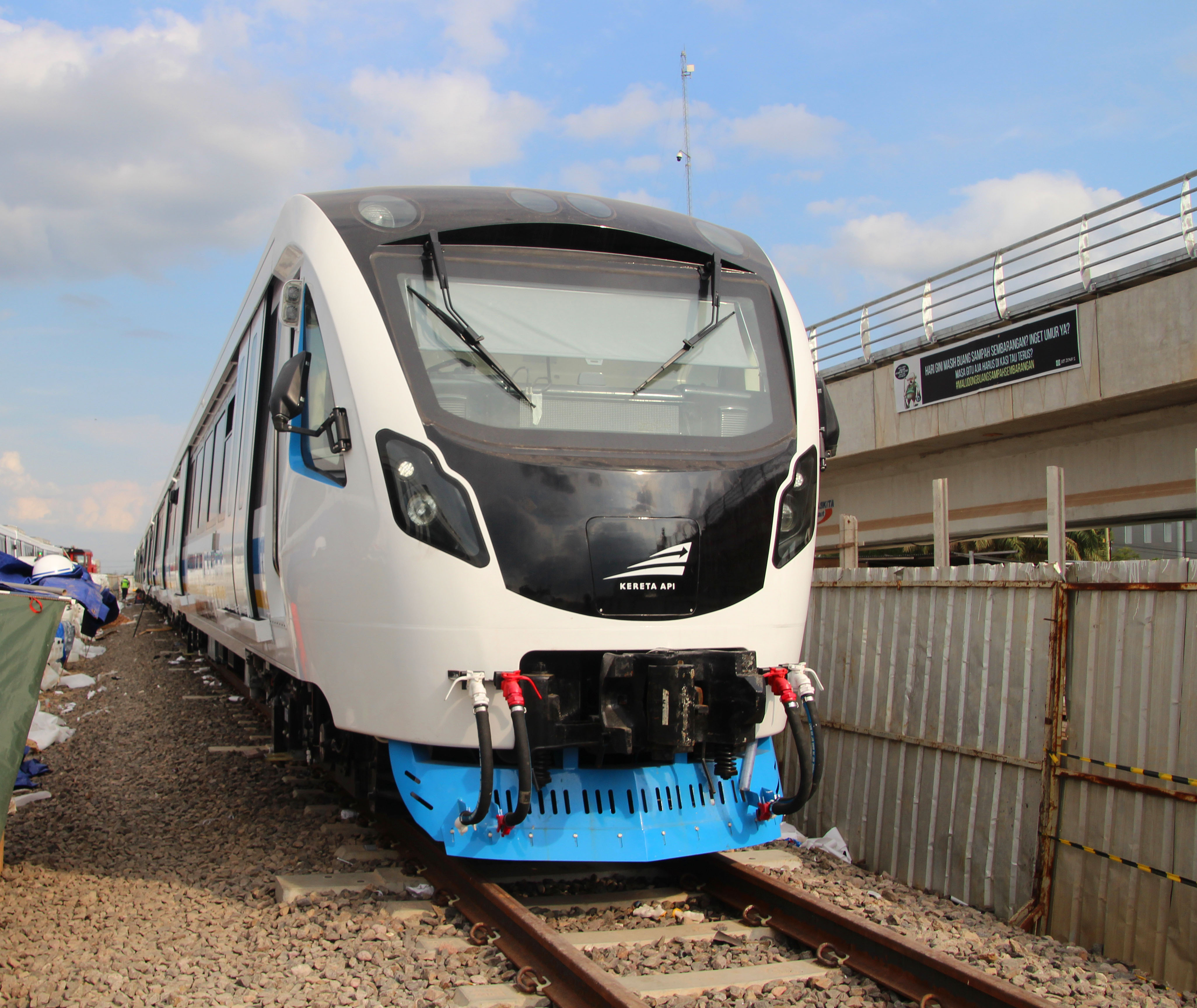
パレンバンLRT用電車
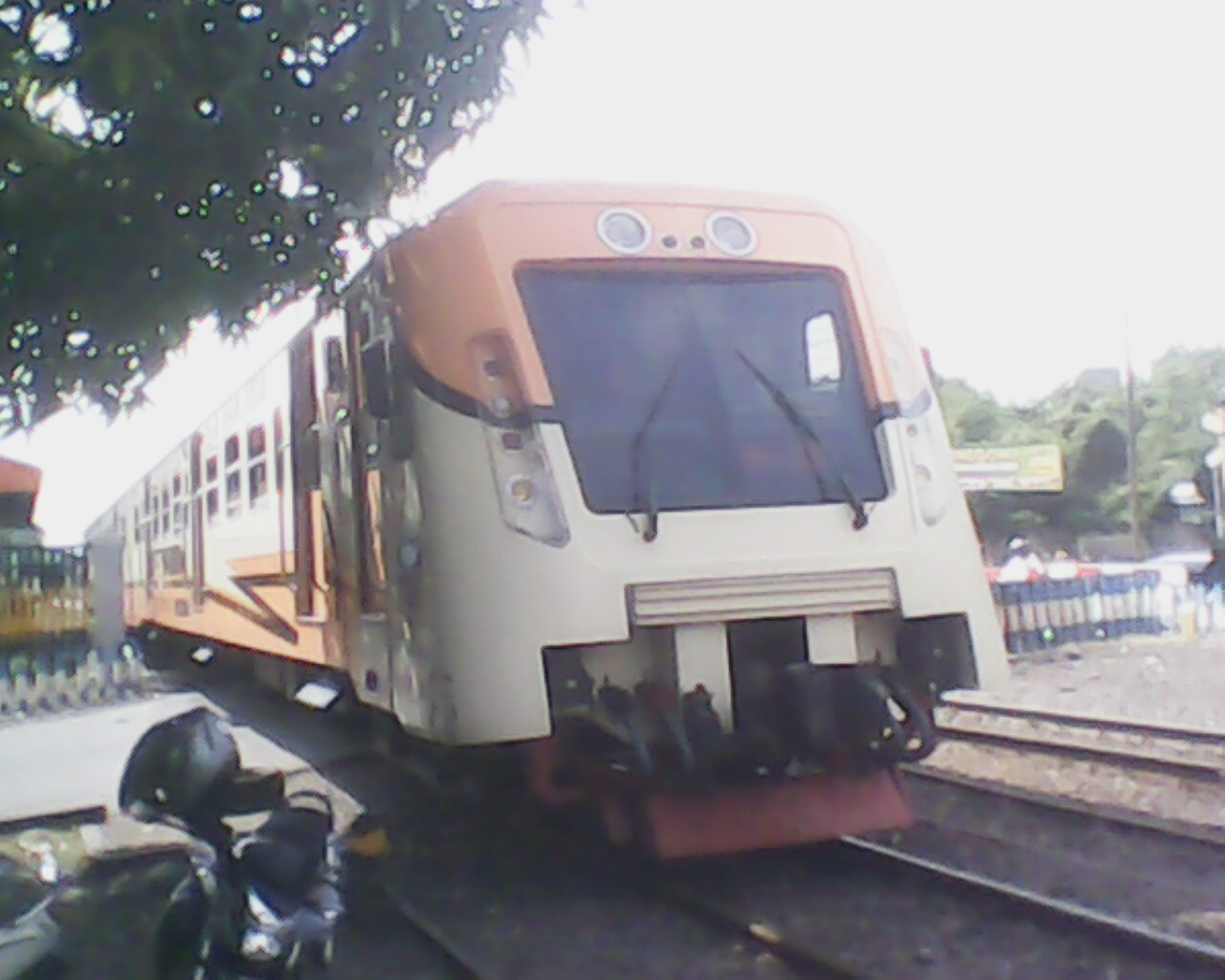
気動車（アルジュナ・エクスプレス（インドネシア語版）用）
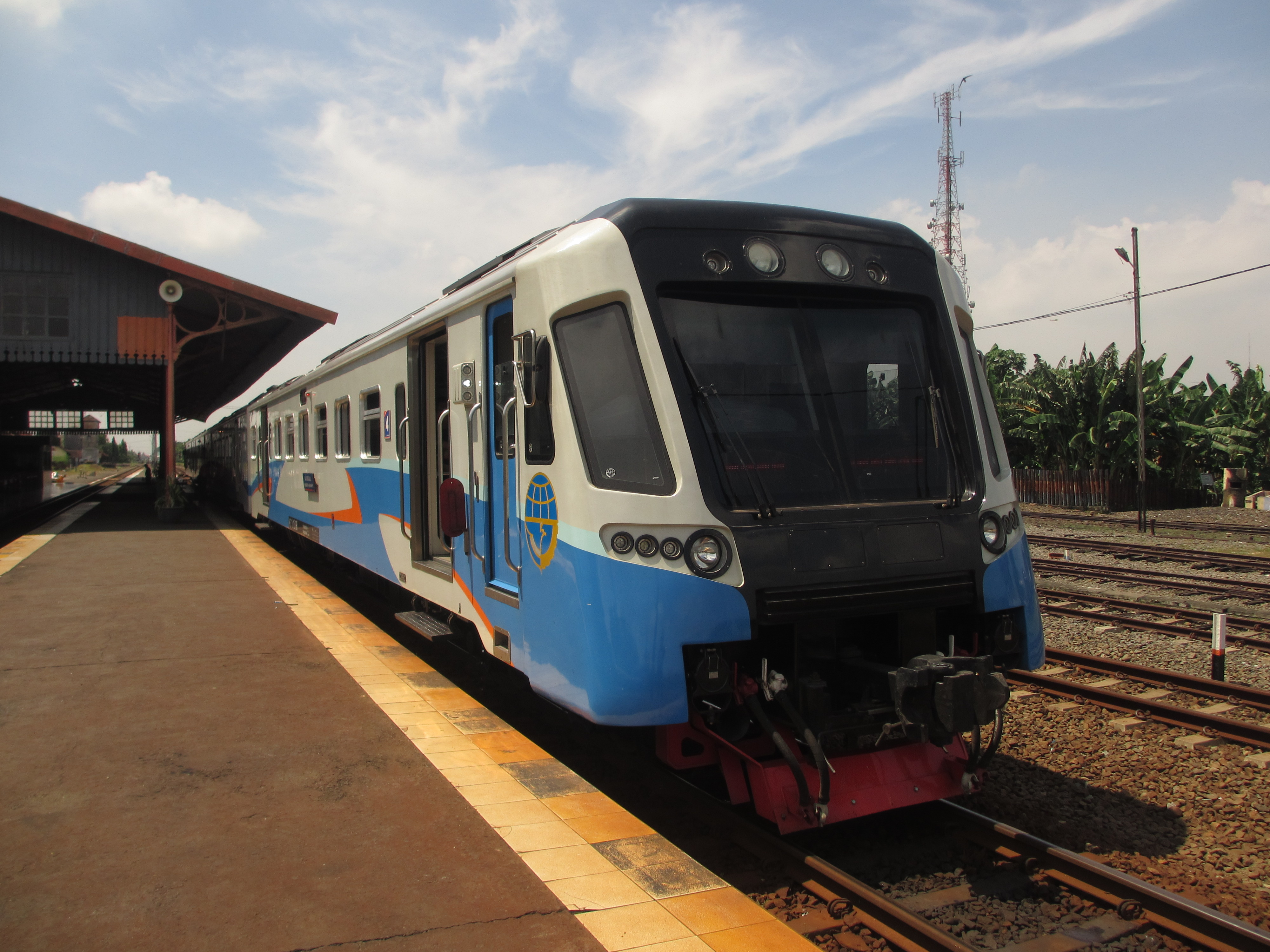
MH102形気動車（ジェンガラ線用）
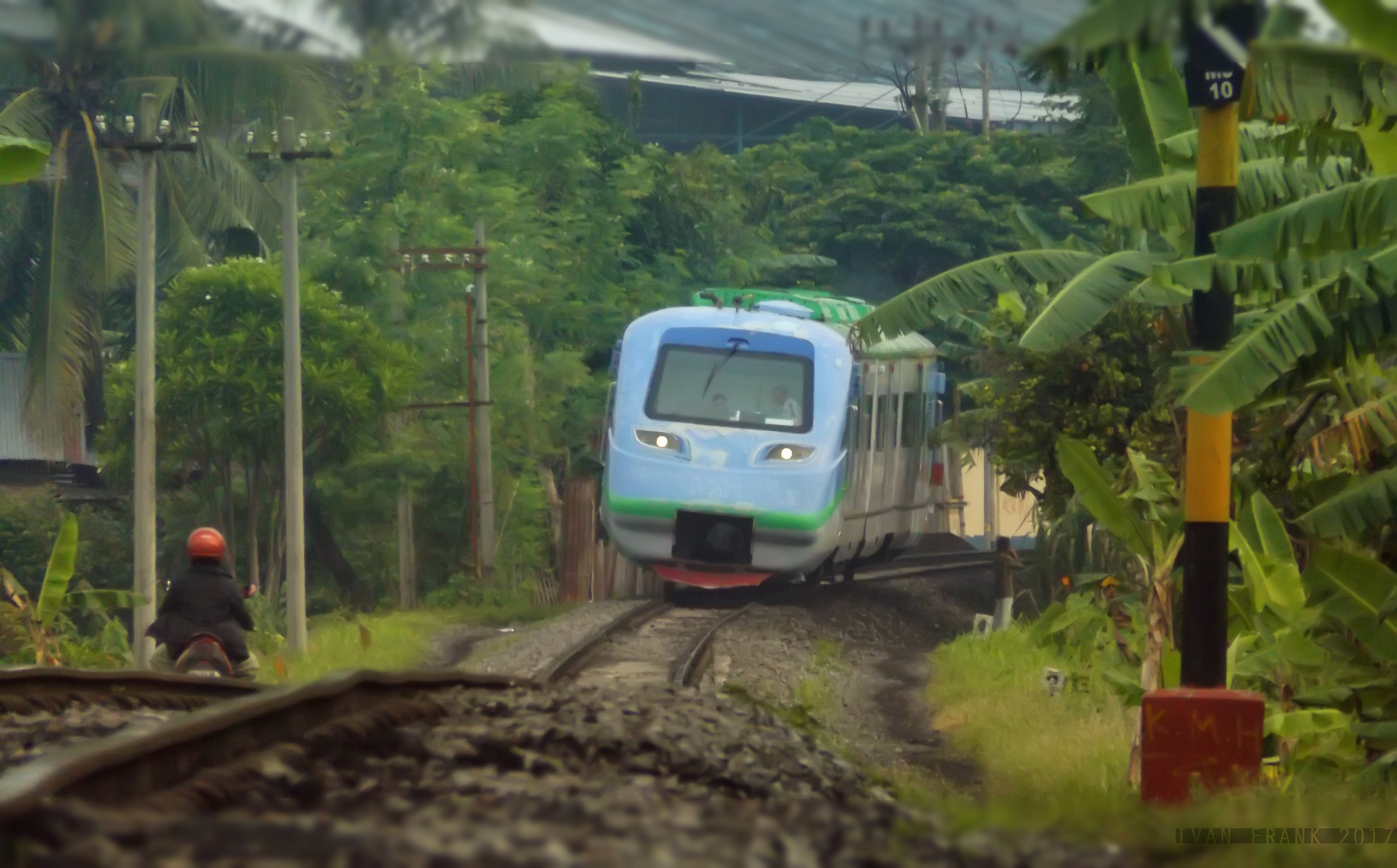
レールバス（ケルタラヤ線用）
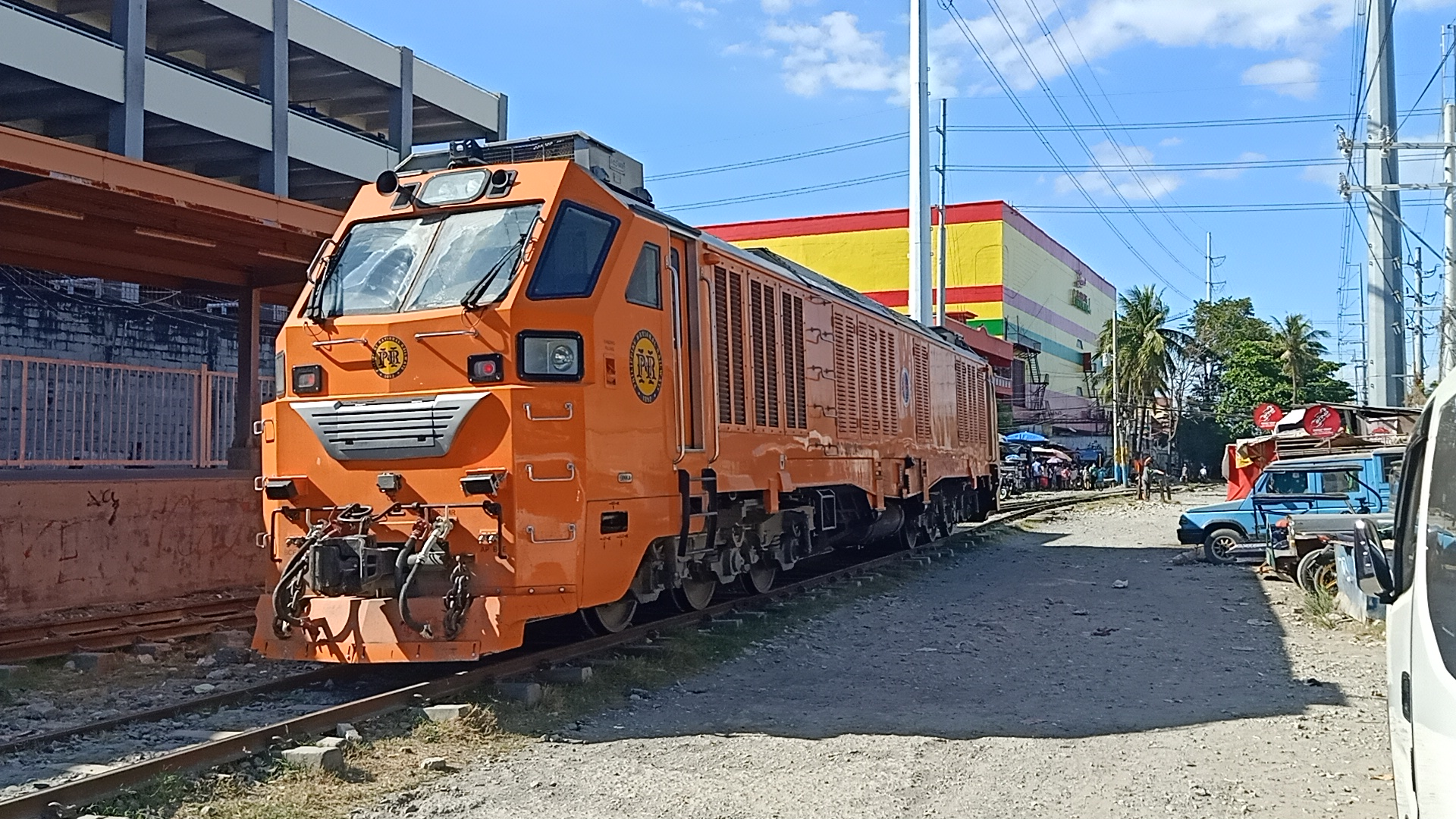
フィリピン・アラバン駅のINKA CC300形機関車
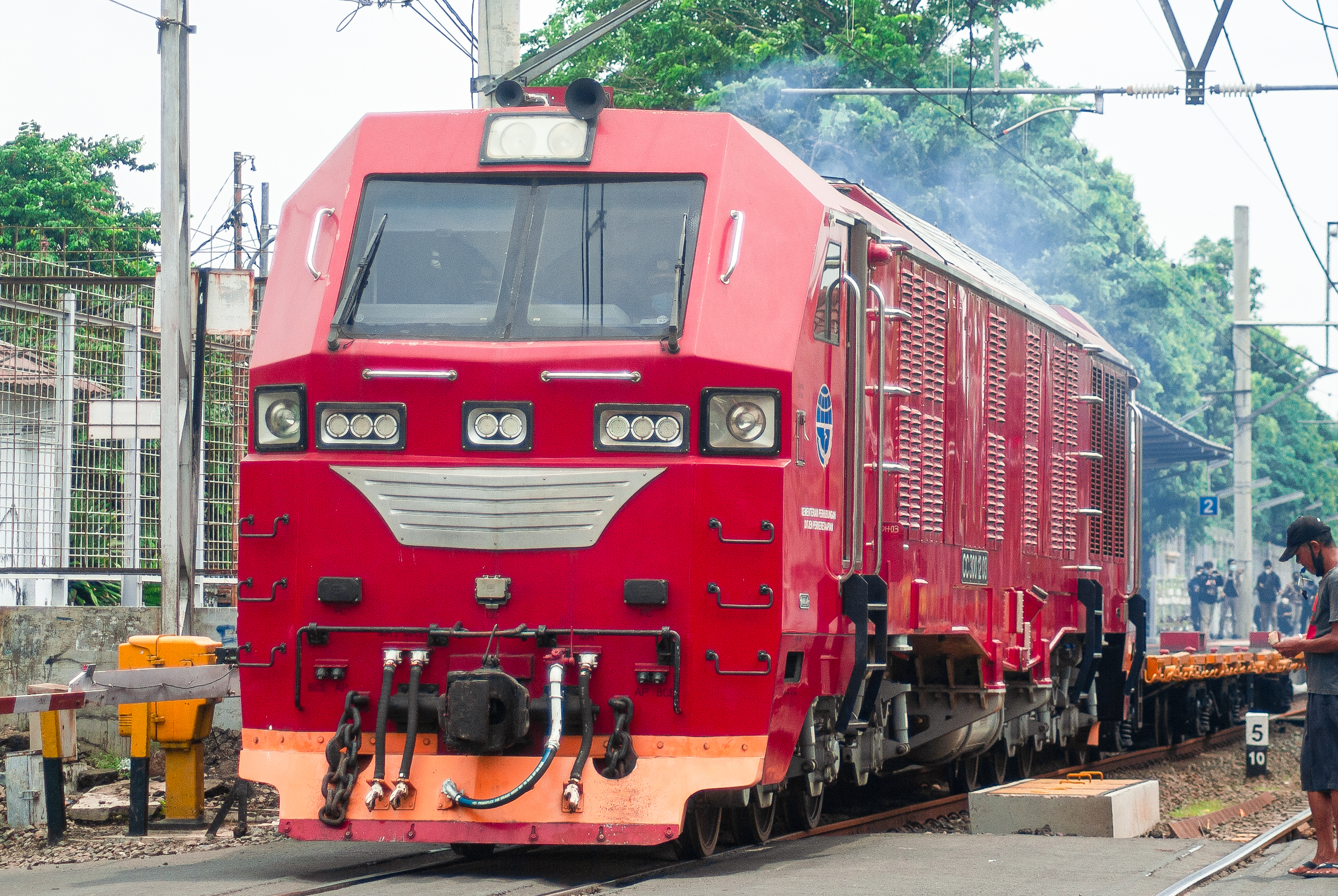
CC300形ディーゼル機関車
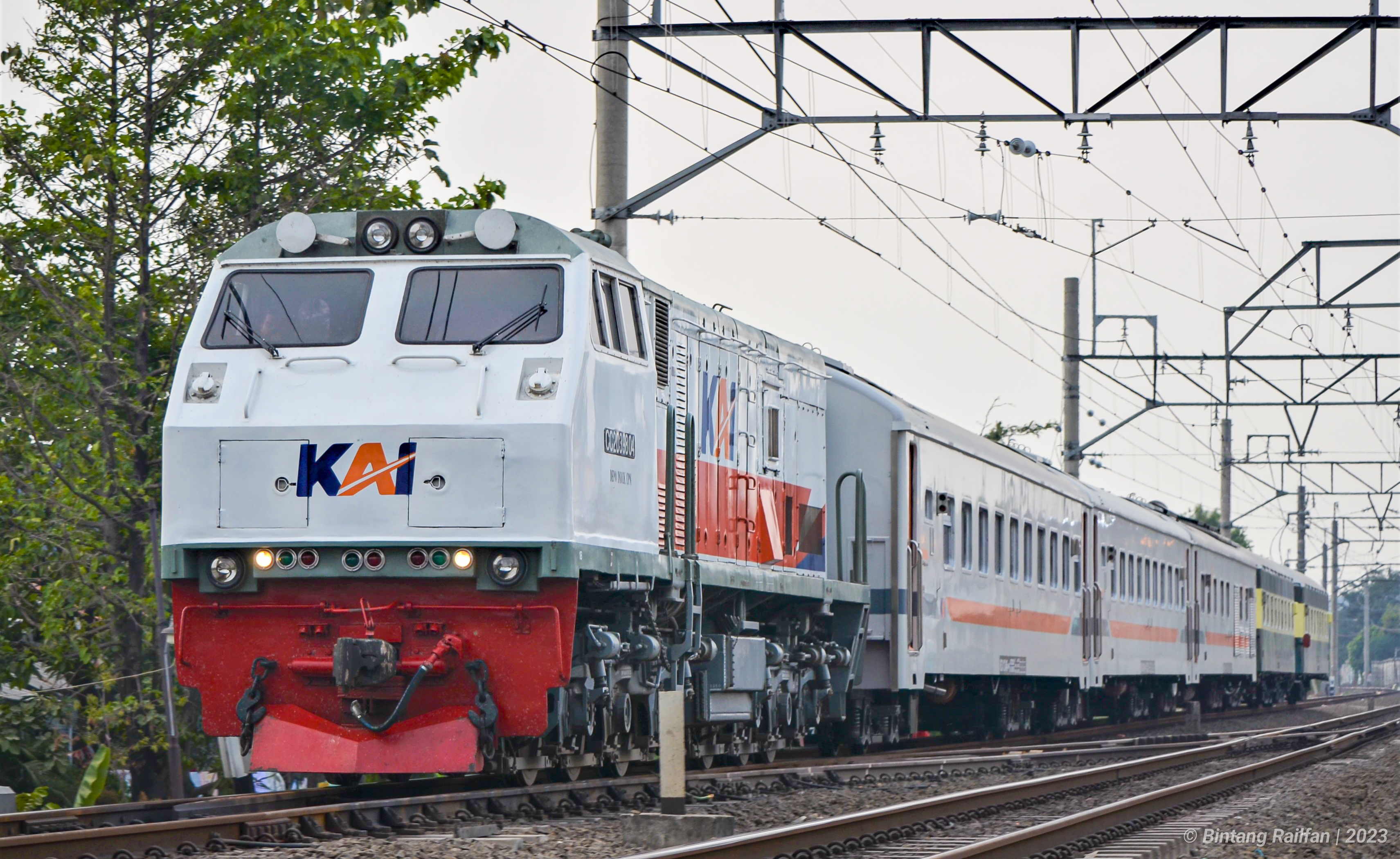
CC203形ディーゼル機関車
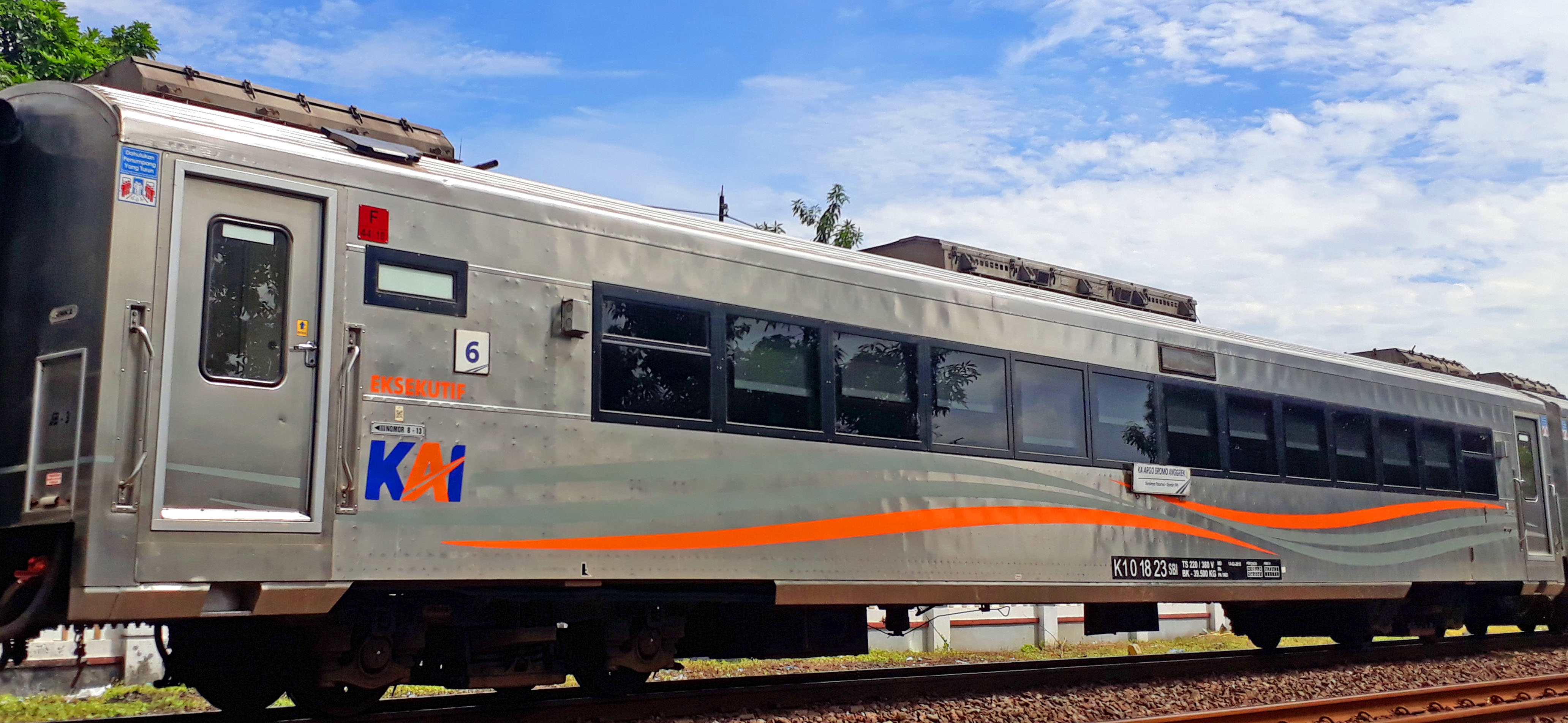
ステンレス客車（一等車）
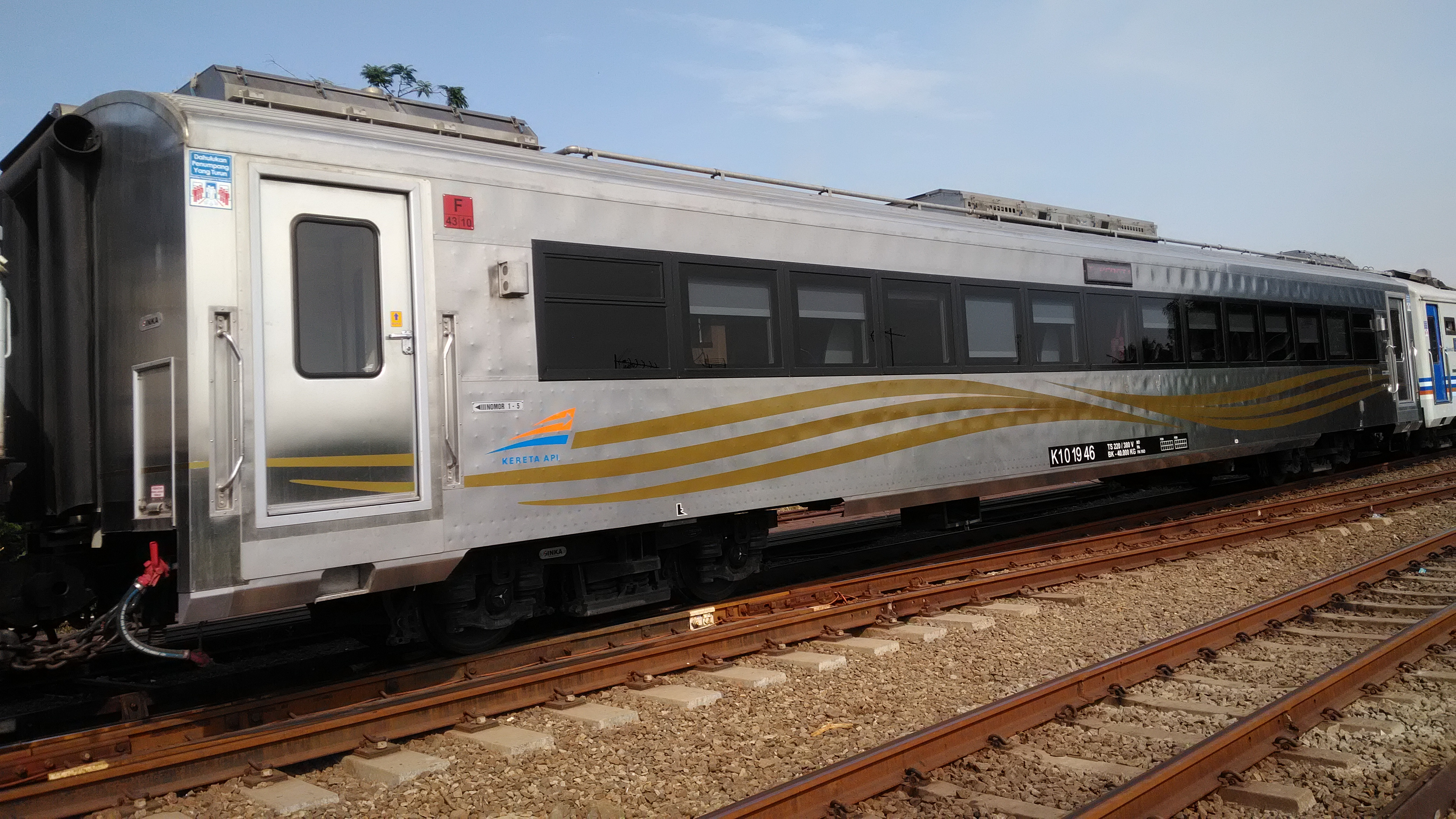
ステンレス客車（一等車豪華寝台車）
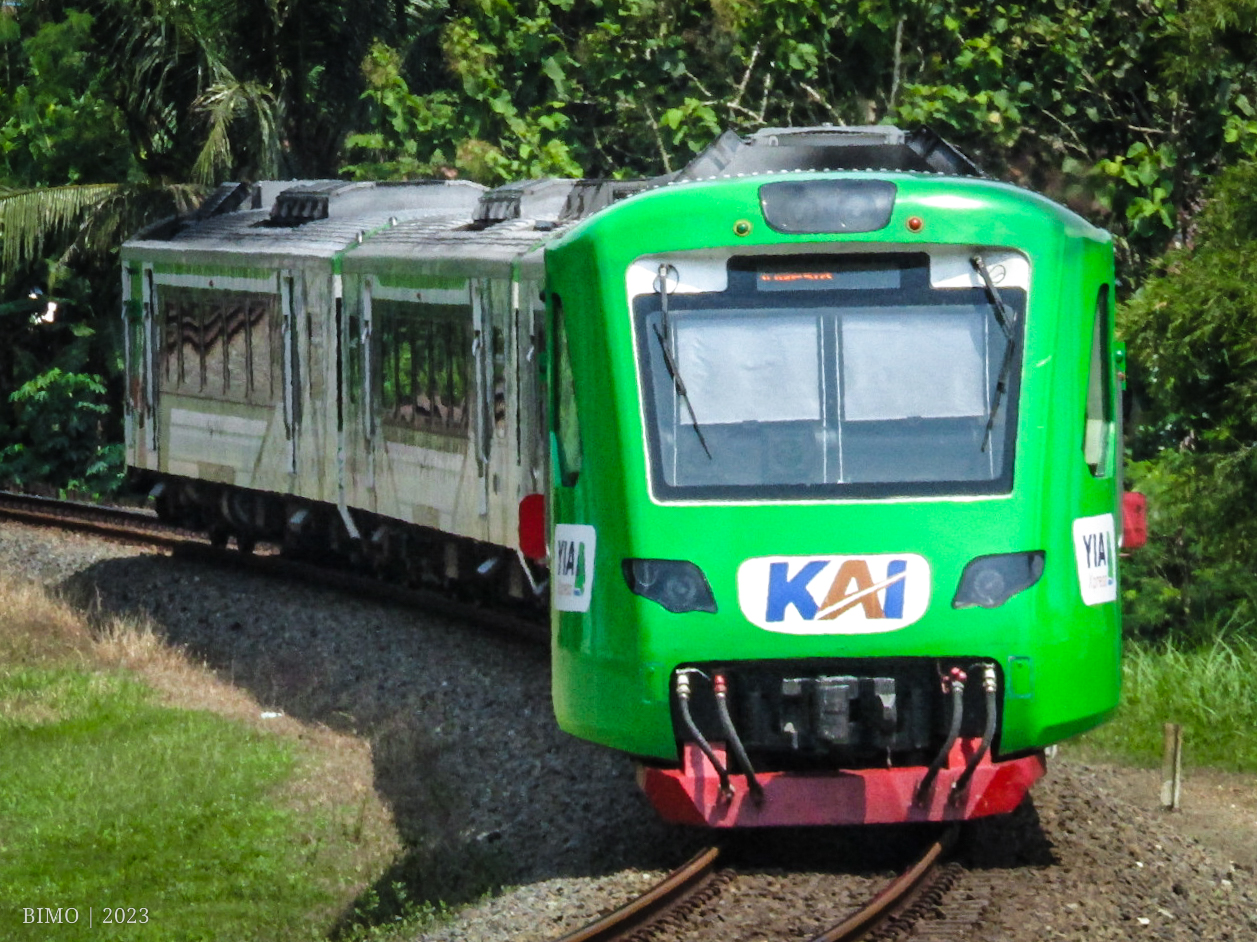
ME204系気動車
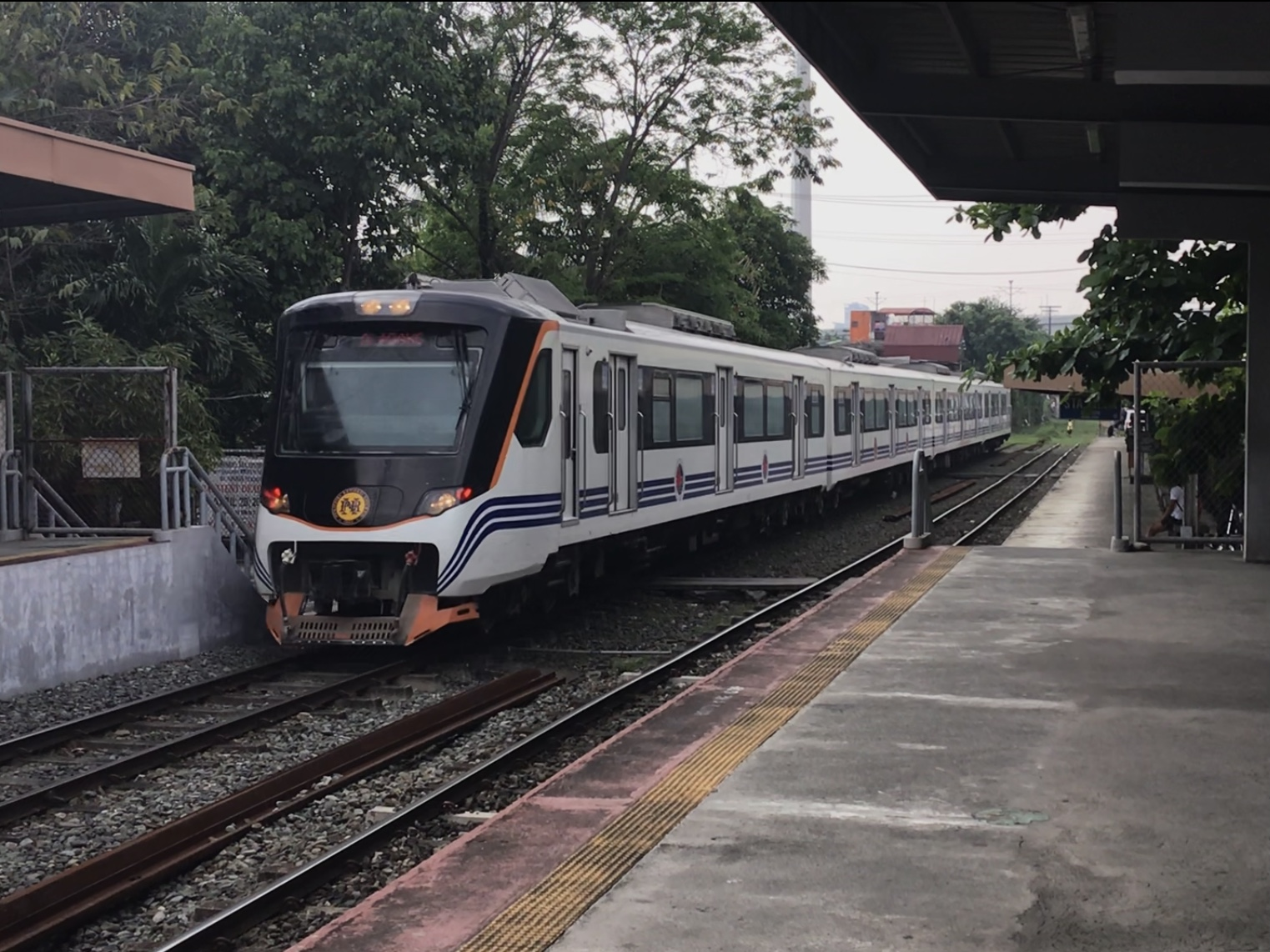
フィリピン国鉄8100形気動車
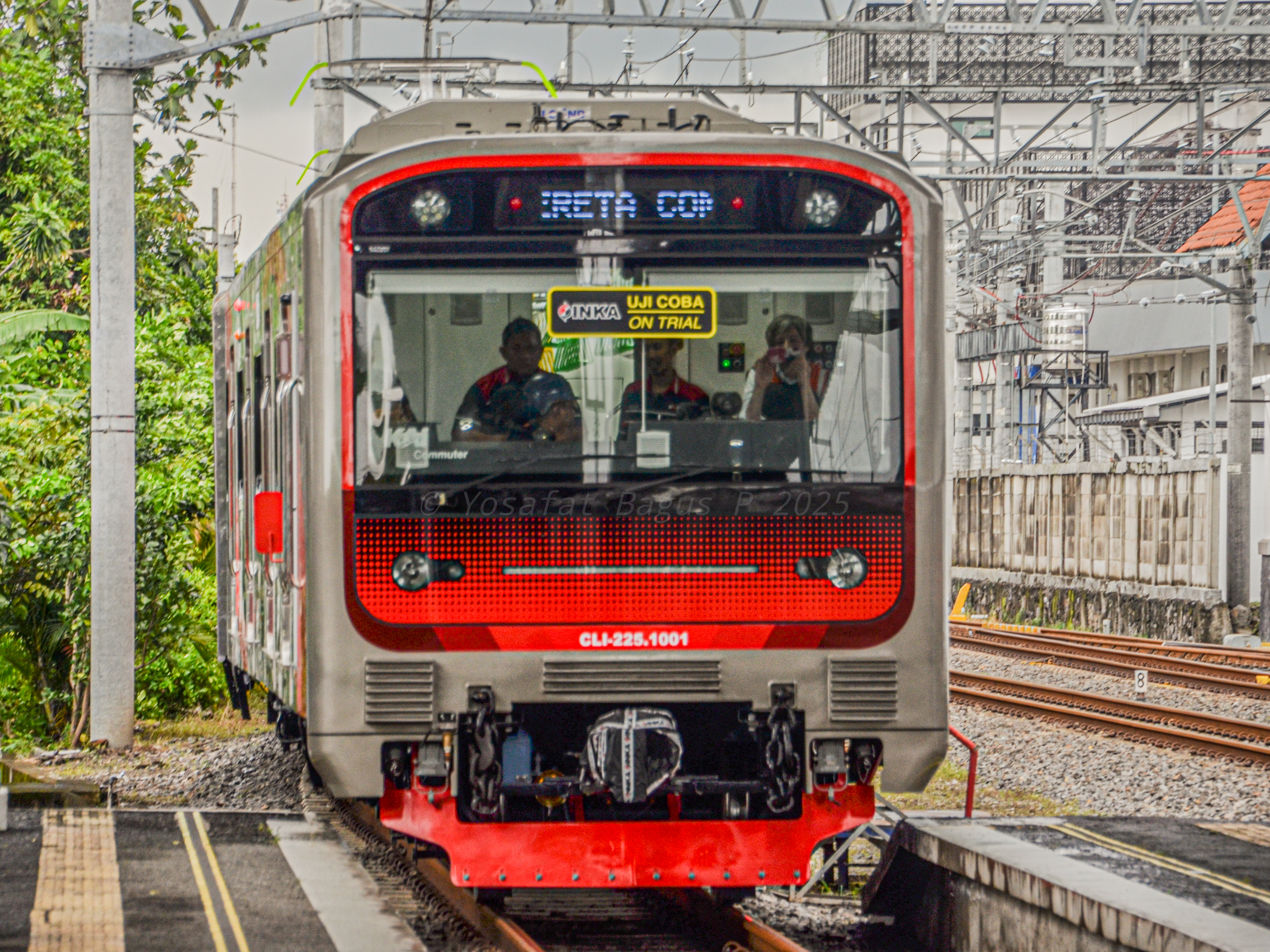
ソロ・ジェブレス駅を出発するEA207系電車